# Джаяварман V
Джаяварман V (кхмер. ជ័យវរ្ម័នទី៥) — правитель Кхмерської імперії.

## Життєпис
Син Раджендравармана II, був коронований у 10-річному віці.
За часів його правління продовжувалась боротьба з Чампою, на яку він, імовірно, наклав данину. Написи свідчать про те, що в той період значного розвитку набули освіта й культура. Жінки за його володарювання займали високі державні пости.
Джаяварман V помер 1001 року, не залишивши спадкоємця, був долучений до пантеону богів, отримавши посмертне ім'я Парамашівалока. Трон зайняв його племінник Удаядітьяварман I.